# Arcul de triumf din Volubilis

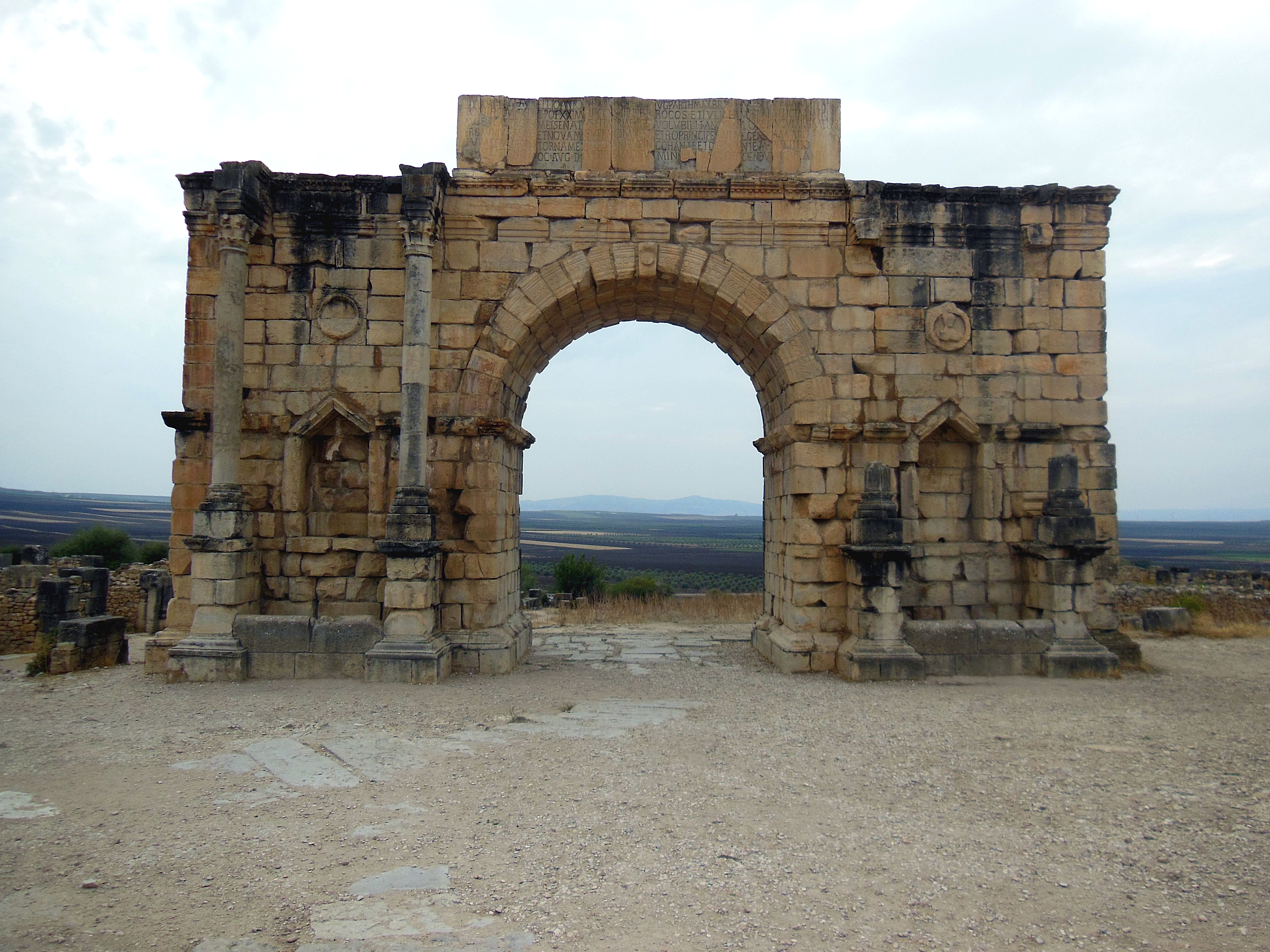
Vedere dinspre localitate

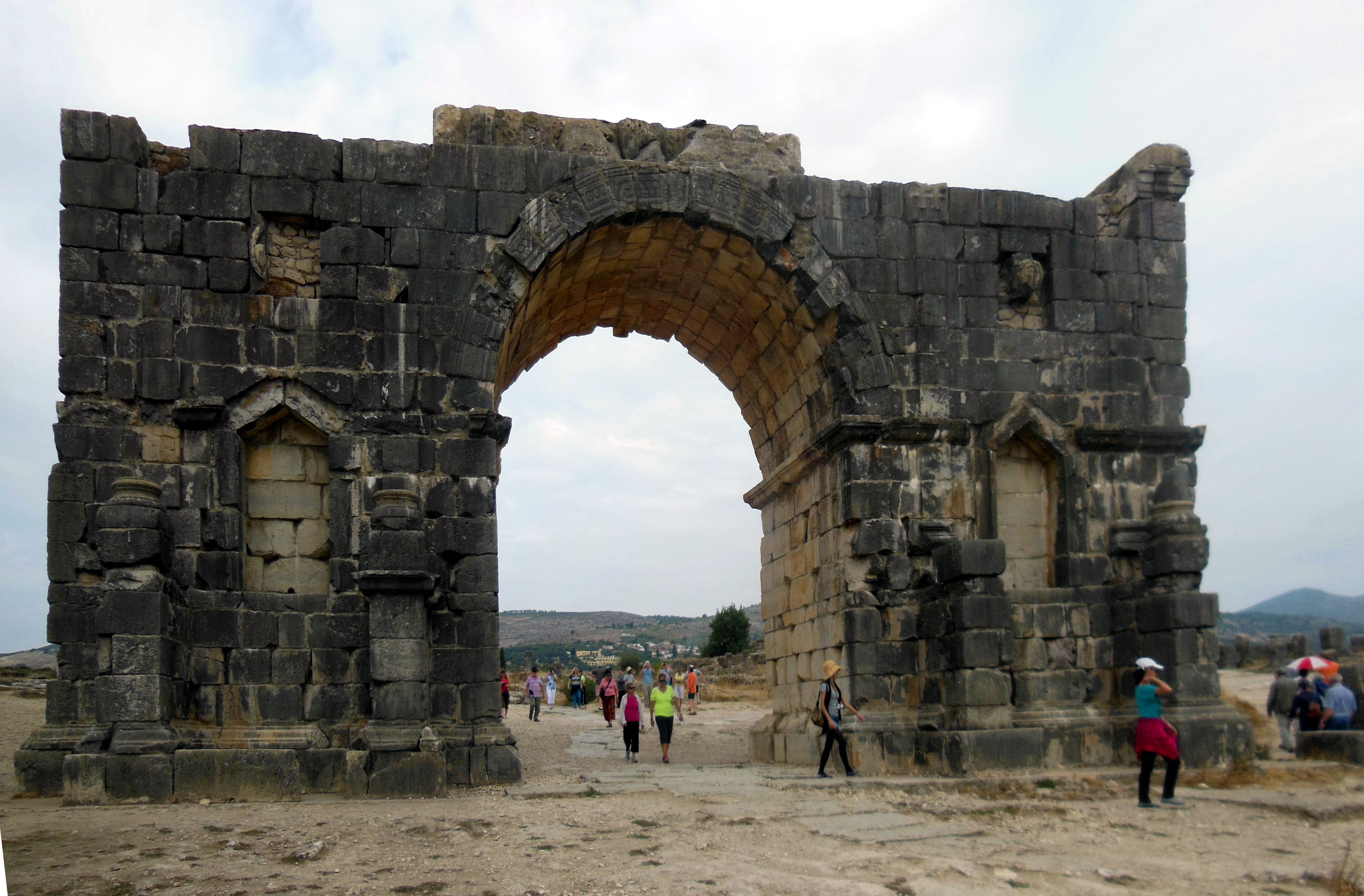
Vedere dinspre câmpia Zerhoun

Arcul de triumf din Volubilis, denumit și Arcul lui Caracalla, ridicat în fosta localitate Volubilis din Maroc, a fost dedicat împăratului roman Caracalla și mamei sale Julia Domna, între decembrie 216 și aprilie 217, de „comunitatea Volubilitanilor“, din fonduri publice, în semn de mulțumire pentru o scutire de impozitele restante. A fost construit la capătul dinspre vest al străzii principale din Volubilis, Decumanus Maximus (orientată de la est la vest), de unde se deschide o priveliște panoramică asupra câmpiei Zerhoun. Se consideră că locul în care a fost ridicat arcul este punctul din care vechiul oraș punic-elenistic a fost extins spre nord-est în epoca romană.
Concepția sa de ansamblu respectă tradiția arcurilor de triumf romane din secolul al II-lea: o trecere boltită încadrată între doi pilieri, surmontată de un antablament și de un atic.
Ruinele arcului de triumf (construit din calcar gri de Zerhoun, un masiv muntos din apropiere de Volubilis) au fost descoperite în cursul săpăturilor arheologice desfășurate în perioada 1915-1917. Restaurarea realizată între 1930 și 1934 nu i-a redat arcului de triumf aspectul original, deoarece, inițial, acesta mai avea un etaj, ceea ce îl făcea mai înalt (în jur de 14 metri) și mai elegant. În forma sa restaurată, arcul de triumf are o lățime de 19,28 m, o grosime de 4,74 m și o înălțime, inclusiv arhitrava, de 9,23 m. Distanța între pereții trecerii boltite este de 5,33 m.
Aticul arcului de triumf conține următoarea inscripție:
Imp(eratori) Caes(ari), M. Aurellio (sic) Antonino, Pio, Felici, Aug(usto), Pa[rth(ico)] max(imo), Britt(annico) [m]ax(imo), Germ(anico) max(imo), pontifici max(imo) trib(unicia) pot(estate) XX,  imp(eratori) IIII, co(n}s(uli] IIII, p(atri) p(a-triae], pro|co(n)suli], et Iuliae A[ug(ustae) , Piae, Felici, matri Au[g(usti) e]t castrorum et senatus et patriae, Resp(ublica) Vo|lubil]itanoru[m], ob singularem eius e|rg]a uniuersos e[t] nouam supra omnes r[et]ro [prin]cipes indulgentiam, arcum c[u]m seiugibus et o[r]namentis omnibus, in[c]ohant[e] et dedica[nte M.] Aurellio Sebasteno, proc(uratore) Aug(usti), deuotissimo nu[min]i eius a solo fa[ci]endum eur[a]uit.
Inscripția dezvăluie mai multe amănunte interesante. În primul rând, numele funcționarului care a inaugurat monumentul: M. Aurellius Sebastenus, guvernator al orașului. În al doilea rând, ne informează că era ornamentat cu o statuie de bronz, reprezentând împăratul conducând un car de luptă tras de șase cai (sestiga), similar cu cel ce ornamenta arcul lui Septimiu Sever, din Roma.
De asemenea, inscripția încadrează cu o eroare de patru luni data inaugurării arcului: între 10 decembrie 216, prima zi a celei de-a 20- investiri ca tribun a împăratului și 8 aprilie 217, data decesului lui Caracalla.
Este unul din cele 27 de arcuri de triumf dedicate lui Caracalla în Africa romană, dar se numără printre cele mai modeste, având decorațiuni sculptate într-un stil provincial.